# 巴黎條約 (1815年)
《巴黎條約》（法語：Traité de Paris）是在1815年11月20日拿破仑在滑鐵盧戰役戰敗後法國與第七次反法同盟所簽訂的的和約。

## 背景
拿破崙違反1814年巴黎條約中自願放逐至厄爾巴島的承諾，在1815年3月20日，由厄爾巴島逃返巴黎，重登帝位，於是反法同盟擱下在維也納會議上的矛盾，共同一致對抗拿破崙。最後在1815年6月18日，拿破崙在滑鐵盧戰役戰敗，再次宣佈退位，而路易十八再一次復位，與列強重新訂定和平條約。由於列強有意報復法國又一次挑起戰火，故此此一和約較1814年巴黎和約要苛刻。

## 內容

粉紅色區域領土於《1814年巴黎條約》中由法國保留，但在《1815年巴黎條約》之後割讓

1. 將1814年巴黎和約中法國保持1792年較革命爆發前為多的國土改為以1790年的疆界為版圖，在比利時邊境失去部份領土
2. 將1814年巴黎和約中拿破崙自願流放至地中海的厄爾巴島改為強制放逐至位於大西洋中央的聖海倫娜島，並失去法蘭西帝國皇帝的稱號，及原本在1814年巴黎和約中確保的每年可向收取法國政府的二百萬法郎
3. 將1814年巴黎和約中法國不需支付任何賠款改為法國須賠償七億法郎及將他國藝術品歸還原主
4. 盟國在北部及東部邊境駐紮十萬大軍，費用由法國負擔，為期三至五年